# Erasmus Mundus
Programul Erasmus Mundus a Uniunii Europeane este un program de cooperare care vizează dezvoltarea calității învățământului superior european și promovarea sa la nivel mondial prin burse de studii și cooperare academică între UE și restul lumii.
Erasmus Mundus cuprinde trei acțiuni:
- Programe comune
- Parteneriate
- Proiecte de atractivitate